# Нісуаз (салат)

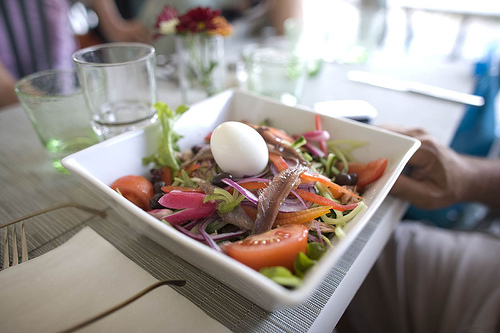
Салат нісуаз

Салат нісуаз (фр. salade niçoise) або салат з анчоусами — знаменитий кулінарний рецепт французького міста Ніцци з свіжих овочів, варених яєць, анчоусів і оливкової олії. В якості заправки до салату також додають лимонний сік або винний оцет.
Що стосується історії походження салату нісуаз, існує версія, що в його створенні брав участь відомий хореограф Джордж Баланчин.
Всупереч тому, що практикується в деяких ресторанах, в салат нісуаз, на думку колишнього мера Ніцци Жака Медесена, ніколи не кладуть ні рис, ні картоплю, ні стручки зеленої квасолі, ні варених овочей.